# Österreichischer Adel

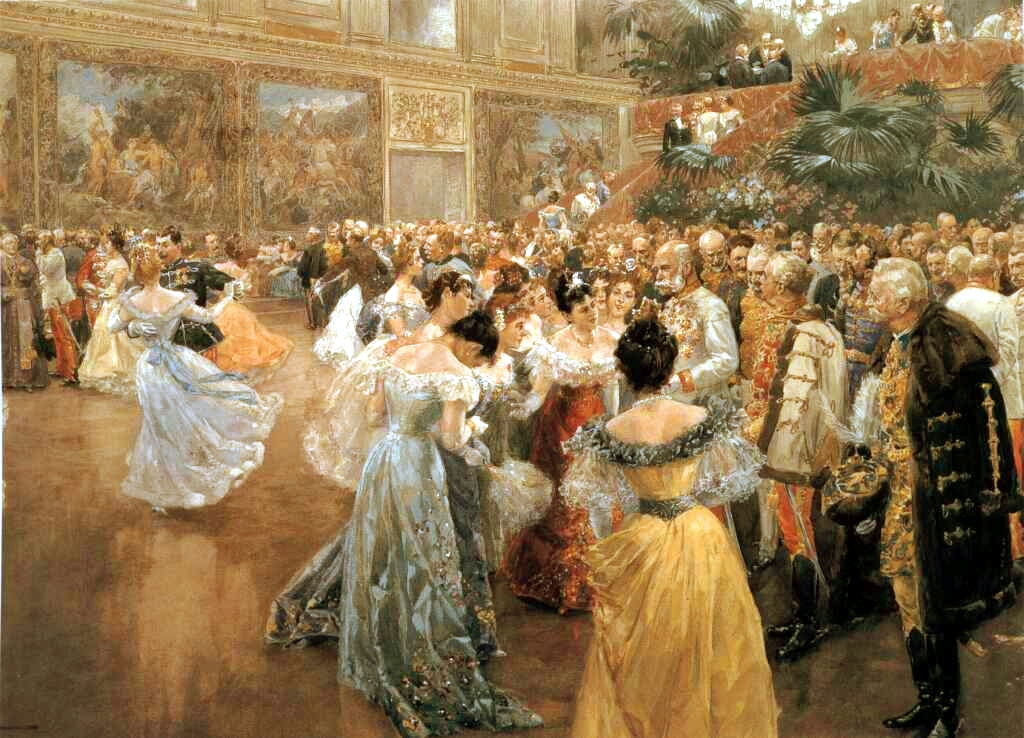
Der Kaiser begrüßt seine Gäste auf dem Hofball in Wien. (Aquarell, Wilhelm Gause, 1900)

Der österreichische Adel ist (wie der Adel anderer europäischer Länder) aus dem Lehnswesen des Mittelalters entstanden und war bis zum Zerfall der Habsburgermonarchie 1918 von großer Vielfalt in der Rangordnung sowie der sprachlichen, ethnischen sowie religiösen Zugehörigkeit geprägt, welche die europäische Vielfalt der Doppelmonarchie widerspiegelte. Der Hochadel war im Gegensatz zur „Zweiten Gesellschaft“ auch als „Erste Gesellschaft“ bekannt. 1919 wurde in der Republik Österreich der Adelsstand aufgehoben.

## Struktur

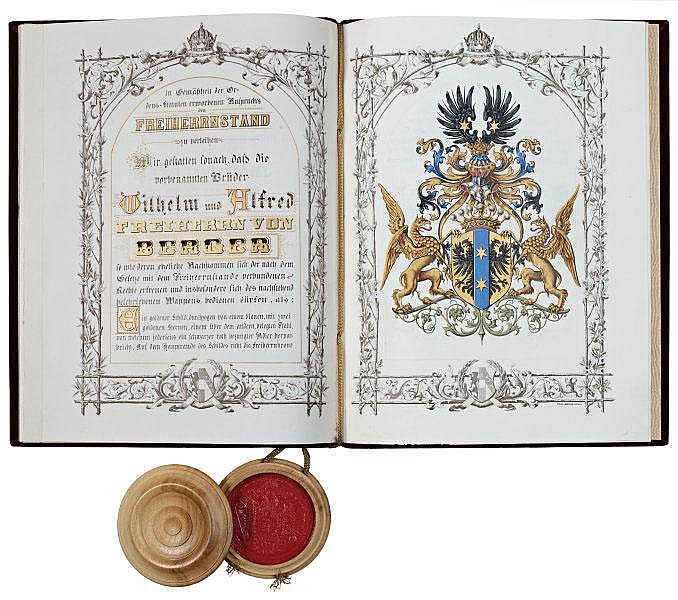
Freiherrendiplom für Wilhelm und Alfred von Berger, 1878

Der österreichische Adel außerhalb der kaiserlichen Familie gliederte sich zuletzt (1918) in fünf Ränge:
1. den einfachen Adelsstand mit der Namensform von oder dem Ehrenwort Edler von;
2. den Ritterstand mit der Namensform Ritter von;
3. den Freiherrnstand mit der Namensform Freiherr von (im Alltag meist als Baron angesprochen und geschrieben; galt in Österreich-Ungarn auch formal als gleichrangig mit einer ungarischen Baronie);
4. den Grafenstand mit der Namensform Graf von, im Fall mediatisierter Häuser oft mit der Anrede Erlaucht;
5. den Fürstenstand mit der Namensform Fürst von, oft mit der Anrede Durchlaucht.

Einige wenige fürstliche Familien besaßen darüber hinaus auch Herzogstitel, die sich auf tatsächliche Territorialbesitzungen beziehen konnten (z. B. das Haus Liechtenstein als Herzog von Jägerndorf und Troppau, Schwarzenberg als Herzog von Krumau, Auersperg als Herzog von Gottschee, Hohenberg als Herzog von Hohenberg).
Daneben gab es zahlreiche ursprünglich aus dem Ausland stammende österreichische Familien, denen die Führung ihrer von anderen Herrschern verliehenen Adelsränge auch in Österreich zugestanden wurde (z. B. Duc de Rohan aus Frankreich, Viscount Taaffe aus Irland, Fürst Lubomirski aus Polen, Markgraf Pallavicini aus Italien).
Österreichische Familien, die ihre Adelstitel in der Zeit des Heiligen Römischen Reiches erhalten hatten, stellten nach dessen Ende 1806 oft die Bezeichnung Reichs- vor ihren Titel (z. B. Reichsritter, Reichsfreiherr, Reichsgraf), wobei es sich im Fall der zahlreichen briefadeligen Familien um eine soziale Konvention und nicht um eine rechtliche Höherstellung gegenüber einem später Geadelten handelte.
In Österreich war es üblich, den Adelstitel zwischen dem Vor- und dem Familiennamen einzufügen (z. B. Alfred Freiherr von Berger). Dies wurde nicht nur im amtlichen Schriftverkehr, sondern auch bei Hof so gehandhabt.

## Adel in der Monarchie

### Bis zum 18. Jahrhundert
Für die Entstehung, die Phasen vom Frühmittelalter bis zur Neuzeit sowie die ökonomischen Grundlagen gelten die Darstellungen im Artikel über den Deutschen Adel. Zum Uradel zählen danach Familien, die spätestens um 1400 dem ritterbürtigen Adel angehört haben. Die seit Kaiser Karl IV. verstärkt nach französischem Vorbild durch Adelsbrief in den Adelsstand Erhobenen werden im Unterschied dazu als Briefadel bezeichnet. Die in Österreich-Ungarn – anstelle von Uradel – verwendete Bezeichnung „Alter Adel“ erfasste den Uradel sowie den frühen Briefadel.
Die römisch-deutschen Kaiser, seit Albrecht II. fast immer dem Haus Habsburg angehörend (oder bei Sedisvakanz die Reichsvikare) konnten Adelstitel des Heiligen Römischen Reichs (mit Gültigkeit im gesamten Reich) verleihen. Innerhalb der Habsburgermonarchie konnten deren Herrscher darüber hinaus, in ihrer Eigenschaft als Regenten der habsburgischen Erblande, insbesondere als Könige von Böhmen oder Ungarn, erbländisch-österreichische bzw. ungarische Titel verleihen (mit Gültigkeit des Titels nur für diese Gebiete). Die Vererbung der Titel erfolgte nach Maßgabe des Adelsrechts. Nach dem Untergang des Heiligen Römischen Reichs 1806 erfolgten die Verleihungen im Kaisertum Österreich und dann in Österreich-Ungarn erbländisch. Die Tatsache, dass die römisch-deutschen Wahlkaiser und -könige ab 1438 bis zum Ende des Alten Reichs 1806 fast ständig in Wien (oder Prag) residierten, führte für den Adel der habsburgischen Erblande zu mehr Rangerhöhungen (Freiherren, Grafen, Fürsten) als im Rest des Reiches. Die zahlreichen Ämter und Pfründen, welche am Kaiserhof und in den Provinzverwaltungen erlangt werden konnten, führten auch zu erheblichem Wohlstand, weshalb die Schlösser des österreichischen Adels, vor allem in der Renaissance- und Barockzeit, oft größer und prachtvoller ausfielen als die Herrenhäuser des niederen Adels in anderen Teilen des Reiches.

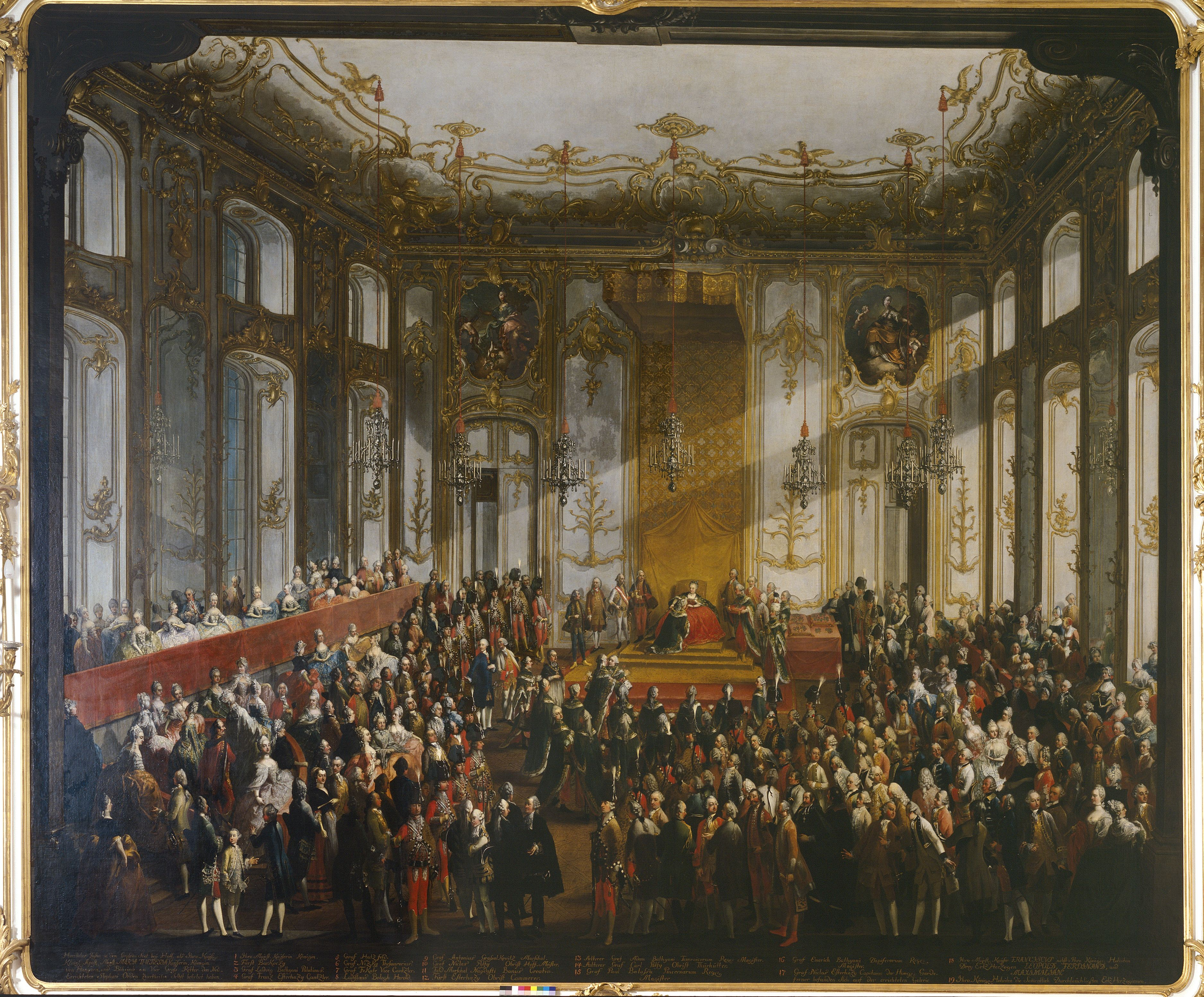
Kaiserlicher Hof mit Maria Theresia in der Hofburg

Charakteristisch ist auch die enge Verwandtschaft der Adelsfamilien der Erblande (Österreich, Böhmen, Ungarn usw.) untereinander, da sie sich am Wiener Hof, in Staats- und Verwaltungspositionen sowie im Militärdienst nahekamen und durch die prinzipiell ebenbürtigen Heiraten und nachfolgende Erbgänge häufig Besitzungen in den verschiedensten Provinzen der Erblande erwarben. Das berühmte „Adels-Du“ ist eine Folge dieser Verwandtschaften und wird bis heute (jedoch überwiegend getrennt nach Männern und Frauen) angewandt, selbst wenn die Betreffenden sich bislang nicht kannten. Dieser Brauch entstand allerdings erst im 19. Jahrhundert im Heer der Donaumonarchie („Du, Onkel Feldmarschall“), während bis zum 18. Jahrhundert das bis heute im Französischen Adel allgemein (sogar innerhalb der Familien) verwendete „Sie“ (genauer: „Ihr“, „Euch“) vorbildlich war und sogar Kinder ihre Eltern brieflich z. B. als „Eurer Liebden, hochgeborener Herr Herzog, lieber Vater“ anschrieben.
Im Gegensatz zu dauerhaft zentralistisch regierten Staaten wie Frankreich oder Großbritannien gelang es den Habsburgern jedoch nie, alle wesentlichen regionalen ständischen Machtzentren auf Dauer zu unterdrücken, wiewohl sie nach der Schlacht am Weißen Berg und im Zuge der Gegenreformation nicht-katholische Eliten nach Kräften zu eliminieren trachteten und dabei in Böhmen und im Bereich des heutigen Österreich weitgehend erfolgreich waren. Zum überwiegenden Teil waren nach der Reformation die Adelsfamilien in Österreich, Ungarn, Böhmen und Schlesien zum evangelischen Glauben übergetreten, nachdem Kaiser Karl V. die Kirchenspaltung vergeblich versucht hatte rückgängig zu machen. Doch auch das Rechtsprinzip cuius regio, eius religio konnten die Habsburger in ihren Erblanden lange Zeit nicht durchsetzen. Maximilian II. (1527–1576) und Rudolf II. (1552–1612) tolerierten schließlich die Protestanten und versuchten zu vermitteln. Besonders in Ober- und Niederösterreich kam es zur Frontstellung zwischen dem zunächst mehrheitlich lutherischen Adel und den katholisch-zentralistischen Herrscherinteressen der Habsburger, wobei stets auch um die politischen Rechte der Landstände und damit des Adels gestritten wurde. Unter Matthias und besonders seinem Nachfolger Ferdinand II. kam es aber zur Austreibung von Protestanten aus der Steiermark, zum Ständeaufstand in Böhmen (1618) und zeitgleich zu Rebellionen in Österreich und Ungarn sowie in der Folge dann zum Dreißigjährigen Krieg – mit dem erfolglosen Versuch einer Zurückdrängung des Protestantismus im gesamten Reich durch das Restitutionsedikt von 1629. Ferdinand II. setzte in den Erblanden mit drastischen Mitteln und der Unterstützung vor allem der Jesuiten die Gegenreformation weitestgehend durch, sein Sohn Ferdinand III. sicherte dies im Westfälischen Frieden ab. Der protestantische Adel musste rekonvertieren oder emigrieren; zahlreiche Familien verließen als Exulanten die Erblande und verkauften ihre Güter, sofern sie nicht gleich enteignet wurden. Parteigänger der Gegenreformation, die zumeist selbst rechtzeitig rekonvertiert waren, konnten sich dabei erheblich bereichern. Lediglich in Ungarn und Schlesien blieben nennenswerte Teile des Adels protestantisch. Nach dem oft gewaltsamen Ende der religiösen Konflikte war das Verhältnis zwischen den Habsburgern und dem Adel der Erblande in den folgenden Generationen dann aber nicht mehr allzu spannungsgeladen. Religiöse Auseinandersetzungen wurden durch nationalistische überlagert. Vor allem der ungarische Adel war nach dem Ende der Türkenkriege zwischen Treue zur Dynastie und Durchsetzung nationaler Interessen gegen diese hin- und hergerissen. Ungarische Aufstände und Konspirationen gegen die österreichische Oberherrschaft waren häufig. Vertreter des ungarischen Adels wurden im 19. Jahrhundert zu Führern der magyarischen Nationalbewegung. 

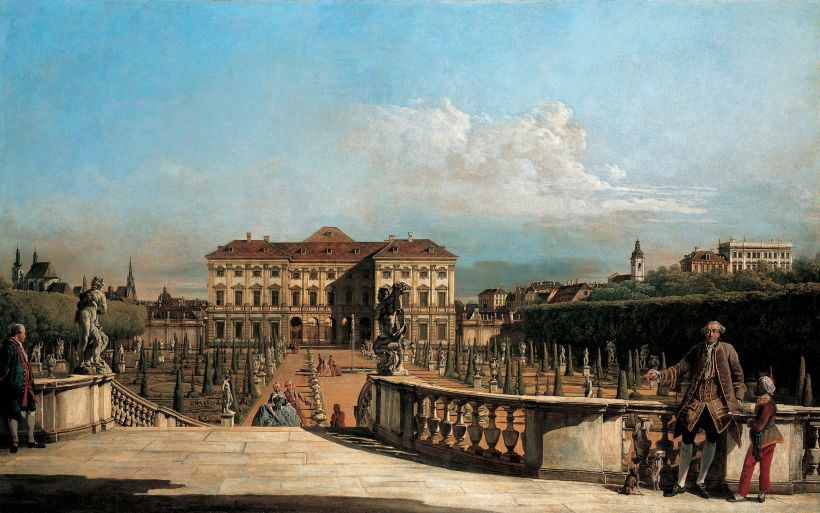
Das barocke Palais Liechtenstein ist ein Beispiel eines adligen Gartenpalais vor den Wiener Stadtmauern (um 1760)

Neben der Konfessionsfrage sorgten vor allem die Türkenkriege jahrhundertelang für Spannungen. Nach dem Ende der Bedrohung Österreichs durch das Osmanische Reich mit dem Frieden von Karlowitz 1699 ließen sich viele Adelige prächtige Bauten und Gärten im Barockstil errichten, besonders in der und um die Residenzstadt Wien, um so nahe wie möglich am Kaiserhof zu sein, wo man den Wohlstand seines Hauses repräsentieren, Verbindungen knüpfen und Ämter erlangen konnte (siehe: Liste der Palais in Wien). Herausragende Beispiele waren der „Türkenbezwinger“ Prinz Eugen von Savoyen mit seinem bis 1723 erbauten Schloss Belvedere und die Fürstenfamilie Liechtenstein mit ihrem bis 1709 errichteten Gartenpalais Liechtenstein.
Im 18. Jahrhundert reflektierte das Adelswesen der Donaumonarchie deren Anspruch als Führungsmacht des Katholizismus in Europa, auch spanische und irische Geschlechter wurden integriert, selbstverständlich auch Familien aus den vormals spanischen und nunmehr österreichischen Niederlanden und den Überresten von Vorderösterreich. Jedem Ausländer war gestattet, sich des aus der Heimat mitgebrachten Titels als eines ausländischen zu bedienen, wenn er sich über sein Recht ausgewiesen hatte. Die ausländischen Titel (wie Principe, Duca, Marchese, Conte aus dem Adel der italienischen Staaten) durften nicht ins Deutsche übersetzt werden, da sie der gleichlautenden Adelsstufe in den Staaten der Habsburgermonarchie angeblich nicht entsprachen. Nur die von der Republik Ragusa und von den Herzögen von Mailand verliehenen Adelsränge wurden anerkannt. Im Vielvölkerstaat der Habsburger gab es – anders als in vielen anderen europäischen Staaten wie Preußen, Frankreich, Großbritannien oder Russland – neben den deutschsprachigen Adelsfamilien (aus dem Erzherzogtum Österreich, dem Herzogtum Steiermark, dem Herzogtum Kärnten, der Gefürsteten Grafschaft Tirol, Vorderösterreich usw. sowie auch den deutschsprachigen Teilen Böhmens und Ungarns), auch den einheimischen Adel in Böhmen und Mähren, Ungarn, Kroatien, Slowenien, dazu zeitweise Teile der polnischen Szlachta, Teile des italienischen Adels und den niederländisch- bzw. französischsprachigen Adel der Österreichischen Niederlande. Die Adelstitel dieser historisch sehr verschiedenen Länder waren nicht immer miteinander vergleichbar und daher Quelle ständiger Rangstreitigkeiten.
Im Süden des Alten Reiches war die Zahl der reichsunmittelbaren Herren und Städte wesentlich höher als im Norden, allerdings etwa in Schwaben und Franken weitaus mehr als in den Gebieten der habsburgischen Erblande, weshalb der höhere Wiener Hofadel sich um den Erwerb solcher Territorien bemühte, um zu den Reichsständen aufzusteigen. Andererseits war etwa der brandenburgisch-preußische Adel in der preußischen Armee stärker vertreten als der erbländische im österreichischen Heer. Dies hatte seine Ursache einerseits darin, dass viele dieser Adelsfamilien vermögender waren als der Durchschnitt des preußischen Adels, so dass junge Edelleute nicht so oft genötigt waren, in den Militärdienst zu gehen, andererseits bestand nicht ein vergleichbarer Druck zum Dienen, wie ihn die preußischen Könige seit dem Soldatenkönig auf den Adel ausübten, und zudem konnten die weichenden Erben auch in der umfangreichen Staatsverwaltung der vielen Teilprovinzen der Erblande leicht ihr Auskommen als Staatsbeamte finden, da diese Positionen mehr nach Stand und Beziehungen als nach Qualifikation vergeben wurden.
Als von Maria Theresia in den habsburgisch regierten Ländern eingeführtes Standesvorrecht konnte jeder Offizier bürgerlicher Herkunft zwischen 1757 und 1918 unter bestimmten Bedingungen einen Rechtsanspruch auf Erhebung in den erblichen österreichischen Adelsstand erwerben (sogenannter Systemmäßiger Adel). Wichtigste Voraussetzung hierfür war eine mindestens dreißigjährige Militärdienstzeit, später wurde zusätzlich die Teilnahme an einem Feldzug gefordert. Ab 1896 konnten Offiziere ohne Kampferfahrung auch nach einer Dienstzeit von 40 Jahren in diesen systemmäßigen Adel erhoben werden.

### 19. und 20. Jahrhundert

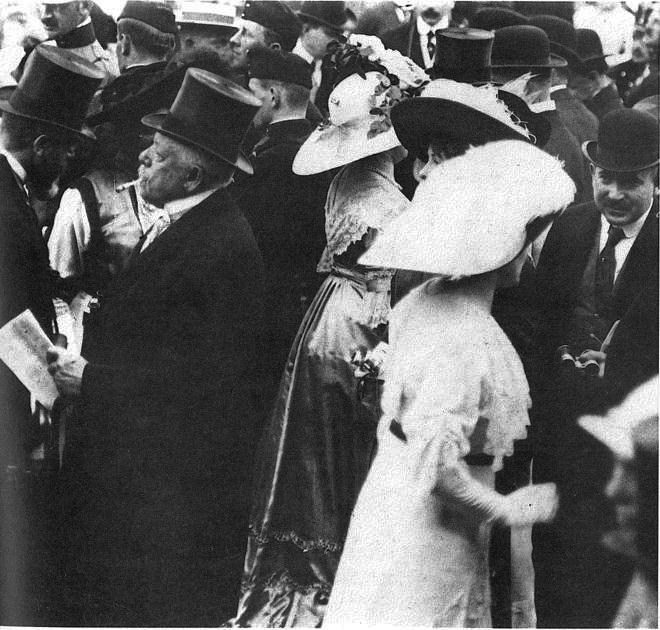
Hohe Gesellschaft bei der Galopprennbahn Freudenau um 1900. Solche Veranstaltungen waren sehr beliebt und dienten auch der sozialen Kontaktpflege.

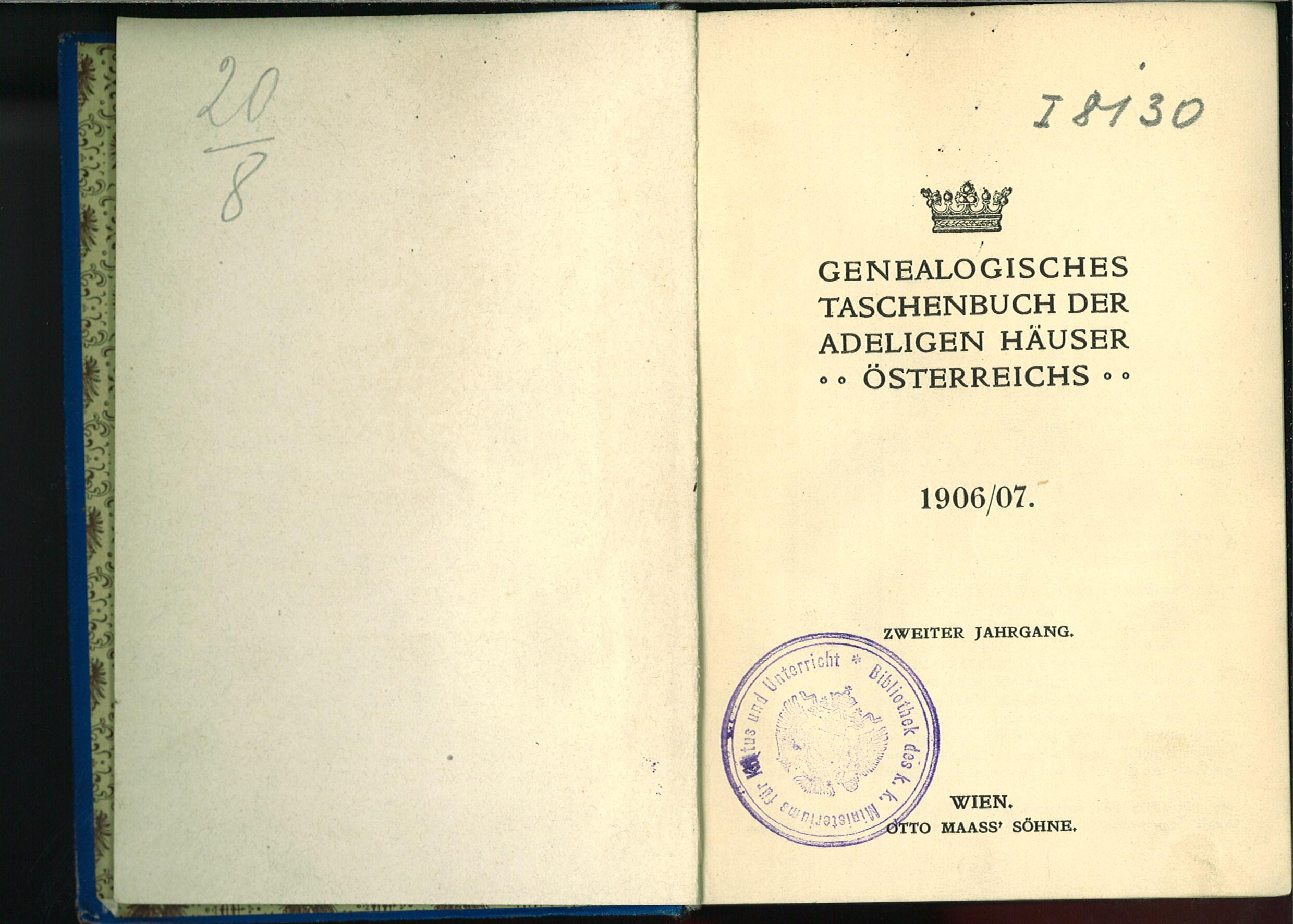
Genealogisches Taschenbuch der adeligen Häuser Österreichs 1906

Der alte Adel verlor im Zuge der Industrialisierung und des Aufstiegs des Bürgertums im 19. Jahrhundert zunehmend an Bedeutung, politisch spielte er ab 1861 jedoch im Herrenhaus des Reichsrats (siehe unten) noch eine Rolle.
Als Teil der so genannten Dezemberverfassung bestimmte das heute noch in Geltung stehende Staatsgrundgesetz vom 21. Dezember 1867 über die allgemeinen Rechte der Staatsbürger (RGBl. Nr. 142 / 1867) in Art. 2: „Vor dem Gesetz sind alle Staatsbürger gleich.“ In Art. 7 wurde „jeder Unterthänigkeits- und Hörigkeitsverband … für immer aufgehoben“. Die gesellschaftliche Praxis zeigte allerdings bis zum Ende der Monarchie, dass Adelstitel ihre Wirkung kaum eingebüßt hatten. Ihre Träger erwarteten sich Vorteile und erhielten sie zumeist auch. Dazu kam, dass mit der Verleihung bestimmter Orden durch den Kaiser das Recht verbunden war, auf Antrag in den Adelsstand erhoben zu werden. In den letzten Jahrzehnten der Monarchie entstand ein Offiziers-, Verdienst- und Beamtenadel, der zum Teil an gewählten unhistorischen „Territorialprädikaten“ erkennbar war. Dabei galt – abgesehen von selten erteilten Ausnahmegenehmigungen – der Grundsatz, dass ein solcher Namenszusatz nicht mit einem real existierenden Ortsnamen übereinstimmen durfte. Manche Neugeadelten bildeten ihr Territorialprädikat daher nach dem Familiennamen (z. B. Hofmann von Hofmannsthal, Steiner von Steinstätten, Weber von Webenau), oder sie zeigten mit Phantasienamen ihre Loyalität gegenüber Staat und Kaiserhaus (z. B. Klimbacher von Reichswahr, Hartmann von Franzenshuld, Bielka von Karltreu). Dies war besonders seit dem 18. Jahrhundert beim systemmäßigen Adel der Fall. Alles in allem führte diese Vorschrift „zu einer Vielzahl recht eigenartiger Prädikate, die ihre Träger leicht als Angehörige des Neuadels“ und damit der „Zweiten Gesellschaft“ auswiesen.
Die „Zweite Gesellschaft“ stand zwischen dem Hochadel und Alten Adel (der „Ersten Gesellschaft“) sowie dem „Volk“. Zu ihm gehörten geadelte Wirtschaftstreibende, Beamte, Künstler, Offiziere und Angehörige der freien Berufe, mithin der Bourgeoisie, die trotz erfolgter Nobilitierung in ihrer Mentalität und in ihrem Sozialverhalten zumeist eher bürgerlich blieben: Die österreichische Zweite Gesellschaft bildete ab dem 18., vor allem aber ab der Mitte des 19. Jahrhunderts, die Elite des aufsteigenden, teilweise auch liberal gesinnten Bürgertums. Im Jahr 1884 wurden diese Nobilitierungen, die quasi schon „fließbandmäßigen“ Charakter angenommen hatten, dadurch eingeschränkt, dass der Erwerb eines höheren Ordens nicht mehr in jedem Fall mit dem Recht verbunden war, um Nobilitierung ansuchen zu dürfen.
Erste und Zweite Gesellschaft hatten zwar gesellschaftliche Kontakte im Heer oder im Bereich der „Wohltätigkeit“. Aber das Konnubium war sehr eingeschränkt – nur vereinzelt gab es Geldheiraten von Aristokraten mit reichen Töchtern der Zweiten Gesellschaft. Standesdünkel zwischen den verschiedenen Schichten, von Voltaire fürs Ancien Régime als „Kaskade der Verachtung“ beschrieben, spielte besonders in Österreich-Ungarn eine Rolle, wo viele der frisch nobilitierten Bankiers- und Industriellenfamilien ursprünglich jüdischer Herkunft waren. Typischerweise erfolgten Nobilitierungen dieser Art auch nur bis zum Ritter- oder Freiherrenstand, die Ränge ab dem Grafenstand waren altadeligen Familien vorbehalten. Die österreichische Zweite Gesellschaft bildete vor allem ab der Mitte des 19. Jahrhunderts die Elite des aufsteigenden, liberalen und kaisertreuen Bürgertums. 
Prinz Kraft zu Hohenlohe-Ingelfingen, Standesherr und preußischer Militärattaché in Wien, später General, beschrieb in seinen ab 1897 postum herausgegebenen Memoiren die Kluft zwischen der altadeligen und der aufgestiegenen Kategorie innerhalb der Ersten Gesellschaft im weiteren Sinne:

„Dass die Wiener höchste Aristokratie sehr abgeschlossen war, erwähnte ich bereits. Wollten doch Schönburgs, Schwarzenbergs, Liechtensteins usw. den Minister Bach nicht bei sich empfangen. Da nun aber eine Anzahl Familien […] sich bis in die leitenden Kreise hinaufgearbeitet hatten, und der Verkehr mit ihnen nicht zu vermeiden war, auch in Wien mehr geadelte Bankierfamilien lebten als in anderen Hauptstädten, die durch ein enormes Vermögen auch Einfluss hatten, so konnte man nicht umhin, auch diese Kreise zur ersten Gesellschaft zu rechnen, die sich aber danach in zwei Kategorien teilte. Diese beiden Kategorien verkehrten miteinander soweit, dass die Herren der ersten mit in die zweite gingen, die der zweiten in die erste hier und da eingeladen wurden. Niemals aber sah man eine Dame der ersten in der zweiten oder eine der zweiten in der ersten. Heiratete ein Herr aus der ersten eine Dame der zweiten, so fand seine Familie nicht Zutritt in der ersten. Am kaiserlichen Hofe soll […] bei den großen Hofbällen auch die zweite Kategorie geladen worden sein. Zu den kleineren sogenannten Kammerbällen hatte sie keinen Zutritt. Diese zwei Klassen in der ersten Gesellschaft waren gewiß eine nur Wien angehörige Erscheinung.“

Über die Standesschranken innerhalb der „Ersten Gesellschaft“, wenn es um die Ebenbürtigkeit von Eheschließungen ging, berichtet eine Zeitzeugin aus der Perspektive der Fürstenhäuser: „Man (muß) wissen, wie ganz eigenartig der Adel in der Wiener Gesellschaft eingeschätzt wurde. Untitulierter, wenn auch noch so alter Adel galt überhaupt nicht. Maßgebend war, dass die Familie im Gothaischen Almanach verzeichnet stand, doch mindestens im gräflichen Teil!“ Mitgliedern der „Zweiten Gesellschaft“ gelang es nur sehr vereinzelt, in Teile der „Ersten“ vorzudringen, so dem Baron Nathaniel Rothschild mit Hilfe der befreundeten Fürstin Pauline von Metternich, der führenden Salonnière der Hofgesellschaft.
Aber auch innerhalb der „Ersten Gesellschaft“ gab es unsichtbare Schranken, denn insbesondere die Mütter heiratsfähiger Töchter hatten vor allem die ältesten Söhne von Majoratsherren im Blick, welche sie bevorzugt einluden: „Erschien ein solcher durch das Erstgeburtsrecht begünstigter Sprosse eines hochadeligen Geschlechts, ein épouseur, in der Welt, reckten alle Mütter die Hälse und eiferten ihre Töchter zu freundlichem Entgegenkommen an. Manche Mütter hatten eigene Notizbücher, in denen Namen und Einkünfte solcher épouseurs verzeichnet waren.“ (Nora Fugger) Die nachgeborenen Söhne hingegen erbten meist nur wenig Geld und waren auf die bescheiden bezahlten Berufe eines Offiziers oder Beamten beschränkt, da etwa die Anstellung in einem Unternehmen als nicht standesgemäß galt. 
Gegen Ende der Monarchie besaß der Adel geringeren politischen Einfluss als in früheren Epochen, insbesondere die Erste Gesellschaft, deren wirtschaftliche und damit auch politische Macht zunehmend von der Zweiten Gesellschaft, dem Besitzbürgertum, und zuletzt auch von der zahlenmäßig zunehmenden und sich organisierenden Arbeiterklasse teilweise verdrängt wurde. Dies spiegelte sich in der von der Dezemberverfassung 1867 ausgegangenen sukzessiven Demokratisierung des Männerwahlrechts wider, bis das Abgeordnetenhaus des Reichsrats 1907 zum ersten Mal von allen großjährigen männlichen Staatsbürgern mit gleichem Stimmgewicht gewählt werden konnte.
Literatur und Wissenschaften wurden schon seit dem 18. Jahrhundert überwiegend vom Bürgertum getragen; ab dem späten 19. Jahrhundert löste dieses den Adel zunehmend auch bei der Förderung von Kunst, Architektur und Musik ab. Es entstanden öffentliche Bauwerke wie der Wiener Musikverein, in Vorstädten zahlreiche Bauten des Jugendstils; avantgardistische Tendenzen wie die Künstlervereinigung Wiener Secession trachteten danach, sich von der adelsaffinen Kultur des Historismus abzugrenzen. Doch auch die traditionelle Oberschicht bemühte sich, das kulturelle Erbe zu pflegen, indem etwa der Kaiser die Sammlungen der Habsburger in das neu errichtete Kunsthistorische Museum einbrachte, das k.k. Hof-Operntheater ein neues Gebäude erhielt oder die gewachsene Residenzstadt durch den Bau der Wiener Ringstraße – gemeinsam finanziert durch „altes“ und „neues“ Geld – grandios erweitert wurde. 

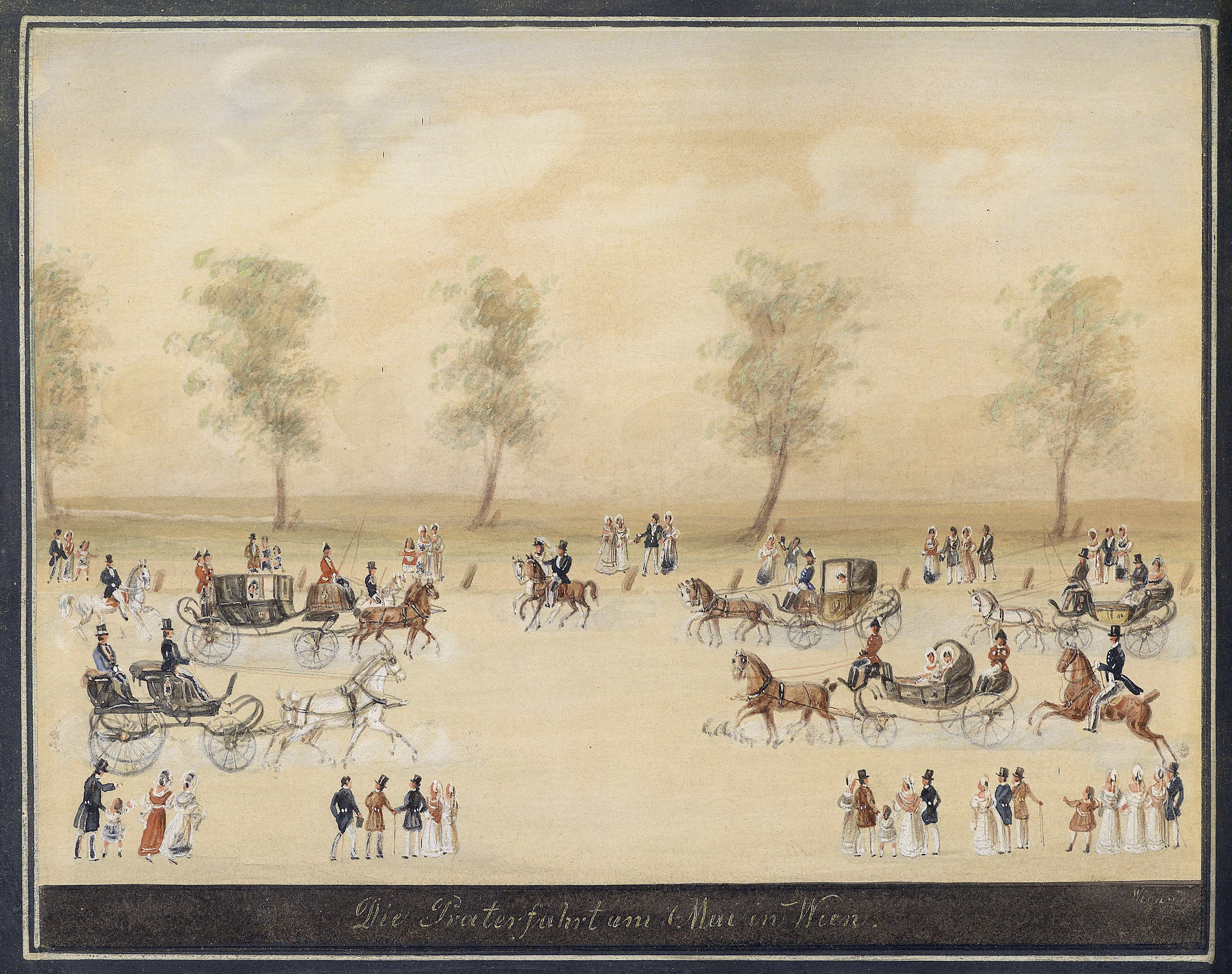
Praterfahrt am 1. Mai (19. Jh.)

Die Erste Gesellschaft mit ihrem Hofzeremoniell und den althergebrachten Festlichkeiten blieb gleichwohl noch bis 1918 gesellschaftlich tonangebend. Der Adel galt in Wien als wesentlich weltläufiger, offener und internationaler als etwa der Böhmische Adel, der eine völlig abgeschlossene Gesellschaft bildete. In der Hauptstadt des Vielvölkerstaates hielten sich stets zahlreiche Adlige aus allen Ländern der Donaumonarchie auf, die am Hof, in der Regierung oder im Militär arbeiteten, ferner eine große Zahl vornehmer Durchreisender, vor allem aber die vielen ausländischen (meist adligen) Diplomaten, deren Veranstaltungen ebenso zum Gesellschaftsleben gehörten wie die Hofbälle, die noch exklusiveren Bälle bei Hof und unzählige weitere Faschingsbälle in den Adelspalais der Hofgesellschaft. In der folgenden Fastenzeit wurden Soiréen ohne Tanz, im Sommer Picknicks, im Herbst und Winter Gesellschaftsjagden mit festlichen Soupers veranstaltet, bei denen sich die Adligen regelmäßig trafen. Besuche von Opern, Theatern und Konzerten gehörten ebenfalls zum guten Ton und zu sämtlichen religiösen Festen traf man sich, wie bei Hochzeiten oder Trauerfeiern, in familiärer Atmosphäre zu den Hochämtern im Stephansdom oder in anderen Kirchen. Jede Adelsfamilie, die auf sich hielt (oder heiratsfähige Töchter debütieren ließ) reiste zur Ballsaison nach Wien. Doch in anderen Städten wurden in kleinerem Rahmen ähnliche Geselligkeiten veranstaltet. Und schließlich bot die Erste Gesellschaft auch dem Volk zahlreiche Spektakel, wozu die Hochzeiten im Kaiserhaus, die alljährlichen Faschingsbälle in der Hofburg und den Adelspalais, die Osterfeierlichkeiten, die Auferstehungsfeier in der Hofburg, die Frühjahrsparade sowie die Praterfahrten am 1. Mai mit ihren prächtigen Kutschen-Corsos zählten.

### Das Herrenhaus 1861–1918

Sitzungssaal des Herrenhauses im Reichsratsgebäude (Aufnahme 1902)

Das österreichische Herrenhaus war dem britischen House of Lords durchaus vergleichbar. In diesem Oberhaus hatten 106 Familien einen erblichen Sitz und saßen neben kaiserlichen Prinzen und den Kirchenfürsten. Zu diesen Familien zählten:
- drei souveräne Häuser: Liechtenstein, Sachsen-Coburg und Gotha, Schaumburg-Lippe.
- 16 mediatisierte Fürstenhäuser, nach Rangfolge: Lobkowitz, Dietrichstein, Auersperg, Fürstenberg, Schwarzenberg, Thurn und Taxis, Colloredo, Khevenhüller, Hohenlohe-Langenburg, Starhemberg, Salm-Raitz, Orsini-Rosenberg, Schönburg-Hartenstein, Metternich, Windisch-Graetz, Trauttmansdorff.[9]
- 16 andere Fürstenhäuser, nach Rangfolge: Dietrichstein, Lubomirski, Porcia, Lamberg, Kinsky, Clary, Paar, Czartoryski, Sanguszko, Rohan, Windisch-Graetz, Collalto, Sapieha, Montenuovo, Beaufort, Thun.
- vier mediatisierte Grafenhäuser, nach Erwerb der Reichsstandschaft: Schönborn, Wurmbrand, Kuefstein, Harrach.
- 64 gräfliche Geschlechter in alphabetischer Reihenfolge: Abensperg und Traun, Althann, Attems, Badeni, Baworowski, Brandis, Buquoy, Clam-Martinic, Colleoni, Czernin, Desfours, Dobrženský, Falkenhayn, Fünfkirchen, Goëss, Gudenus, Gołuchowski, Hardegg, Haugwitz, Herberstein, Hoyos, Kálnoky, Kaunitz, Kinský, Kolowrat, Lamberg, Lanckoroński, Lewicki, Lodron, Ludwigstorff, Mensdorff-Pouilly, Meran, Miniscalchi, Montecuccoli, Nostitz, Papafava, Podstatzky-Prusinowitz, Potocki, Schlik, Sedlnitzky, Serényi, Sternberg, Tarnowski, Thun und Hohenstein, Thurn-Valsassina, Trapp, Ungnad von Weißenwolff, Venier, Vetter von der Lilie, Vrints, Waldstein, Walterskirchen, Wassilko-Serecki, Wratislaw, Westphalen, Widmann-Sedlnitzky, Zierotin.
- neun freiherrliche Geschlechter in alphabetischer Reihenfolge: Dalberg, Gudenus (Grafen seit 1907), Hackelberg und Landau, Kotz, Locatelli, Ludwigstorff (Grafen seit 1910), Sternbach, Walterskirchen (Grafen seit 1907), Wassilko-Serecki (Grafen seit 1918).
- drei markgräfliche Geschlechter (Marchese): Canossa, Cavriani, Guidi.

Die 106 Familien im Herrenhaus, nach der strengen Rangfolge gezählt, gehörten zu den illustersten Adelsgeschlechtern der österreichischen Reichshälfte der Doppelmonarchie. Diese Familien wurden häufig als „österreichischer Hochadel“ bezeichnet, obwohl nicht nur Fürstenhäuser und mediatisierte Grafen (also Familien, die in den drei Abteilungen der Fürstlichen Häuser des Gothaischen Hofkalenders aufgeführt waren), sondern vielmehr auch zahlreiche „einfache“ gräfliche und freiherrliche Häuser erblich im Herrenhaus saßen, die in keiner der drei fürstlichen Abteilungen, sondern in den gothaischen Taschenbuchreihen „gräfliche Häuser“ oder „freiherrliche Häuser“ geführt wurden und werden, also nach „gothaischem“ Verständnis keineswegs dem Hohen Adel angehören (ebenso wenig wie etwa die erblichen Mitglieder des vergleichbaren Preußischen Herrenhauses oder die Freien Standesherren).
Nicht zum Herrenhaus gehörten die ungarischen Adeligen, die im Magnatenhaus in Budapest ihren Sitz hatten. Vereinzelt berief der Kaiser Nichtadelige oder Nobilitierte der Zweiten Gesellschaft auf Grund ihrer Verdienste auf Lebenszeit ins Herrenhaus. Seit 1907 konnten Mitglieder des Herrenhauses auch für das Abgeordnetenhaus kandidieren; während der Abgeordnetentätigkeit ruhte ihre Mitgliedschaft im Oberhaus. Die Herrenhausmitglieder nützten ihr Mitbestimmungsrecht in der Gesetzgebung Cisleithaniens sehr unterschiedlich; neben pflichtbewussten Mitgliedern gab es auch solche, die sich im Haus nie sehen ließen. Das Herrenhaus wurde vom republikanischen Staat Deutschösterreich am 12. November 1918 abgeschafft. Seine Mitgliederlisten und Sitzungsprotokolle sind auf einer Website der Österreichischen Nationalbibliothek, alex.onb.ac.at, zu lesen.

## Nach dem Ende der Monarchie

### Adelsaufhebungsgesetz von 1919
Am 3. April 1919 wurden „der Adel, seine äußeren Ehrenvorzüge, sowie bloß zur Auszeichnung verliehene, mit einer amtlichen Stellung, dem Beruf oder einer wissenschaftlichen oder künstlerischen Befähigung nicht im Zusammenhange stehenden Titel und Würden und die damit verbundenen Ehrenvorzüge deutschösterreichischer Staatsbürger“ aufgehoben. Die Führung von Adelsbezeichnungen, Titeln und Würden wurde unter Strafe gestellt (Adelsaufhebungsgesetz, StGBl. Nr. 211 / 1919, Vollzugsanweisung vom 18. April 1919, StGBl. Nr. 237 / 1919). Das Gesetz trat am 10. April 1919 in Kraft und gilt bis heute. Das 1920 beschlossene und in novellierter Form auch heute gültige österreichische Bundes-Verfassungsgesetz stellt in Art. 7 fest:

„Alle Bundesbürger sind vor dem Gesetz gleich. Vorrechte der Geburt, des Geschlechtes, des Standes, der Klasse und des Bekenntnisses sind ausgeschlossen.“

Besonders der Beamtenadel der „Zweiten Gesellschaft“ empfand diese republikanische Vorgangsweise als degradierend, weil die Standeserhöhungen die vielfach ersehnte soziale Krönung für die beamteten Adelswerber und deren Familien gewesen war. Die Mitglieder des ehemaligen österreichischen Hochadels konnten die formale Entadelung leichter verschmerzen, – sie verloren zwar formal ihre Titel und Privilegien, bildeten aber weiterhin ein geschlossenes Milieu, pflegten ihre gesellschaftlichen Traditionen und Umgangsformen und behielten ihre Besitztümer. Michael Hainisch, Bundespräsident von 1920 bis 1928, nannte die offizielle Abschaffung des Adels:

„… ein kindisches Beginnen, schon deshalb, weil man gar nicht diejenigen traf, die man hatte treffen wollen. Ich sprach einmal mit der ebenso feinen wie klugen Fürstin Fanny Starhemberg über diesen Punkt. ‚Uns‘, sagte sie, ‚macht die Aufhebung des Adels nichts, wir bleiben mit oder ohne den Titel immer die Starhembergs.‘“

Die Abschaffung der adeligen Namen wird von konservativen Gruppierungen bis heute als Menschenrechtsverletzung betrachtet, da es sich 1918 bei allen adeligen Namen lediglich um individuelle Persönlichkeitsrechte der Namensbezeichnung handelte und sie nicht mehr mit Standesrechten oder anderen rechtlichen Vorteilen verknüpft waren. Eine der österreichischen Regelung ähnliche Rechtsvorschrift wurde in der neuen Tschechoslowakischen Republik schon im Dezember 1918 kundgemacht (siehe unten).
Der italienische Adel, dem im Königreich Italien (1861–1946) viele alte Familien angehörten, die bereits unter den Habsburger Kaisern zum Adel in Reichsitalien oder auch später im habsburgischen Königreich Lombardo-Venetien (1815–1851) zählten, wurde 1946 abgeschafft und die Adelsprädikate ohne die Rangtitel zum Namensbestandteil. Die Titel werden aber in Italien, ebenso wie in Österreich, Ungarn oder Tschechien (oder in Deutschland die abgeschafften Primogeniturtitel), im privaten und gesellschaftlichen Verkehr teilweise noch geführt. Auf Parten sind sie üblicherweise bis heute zu lesen.

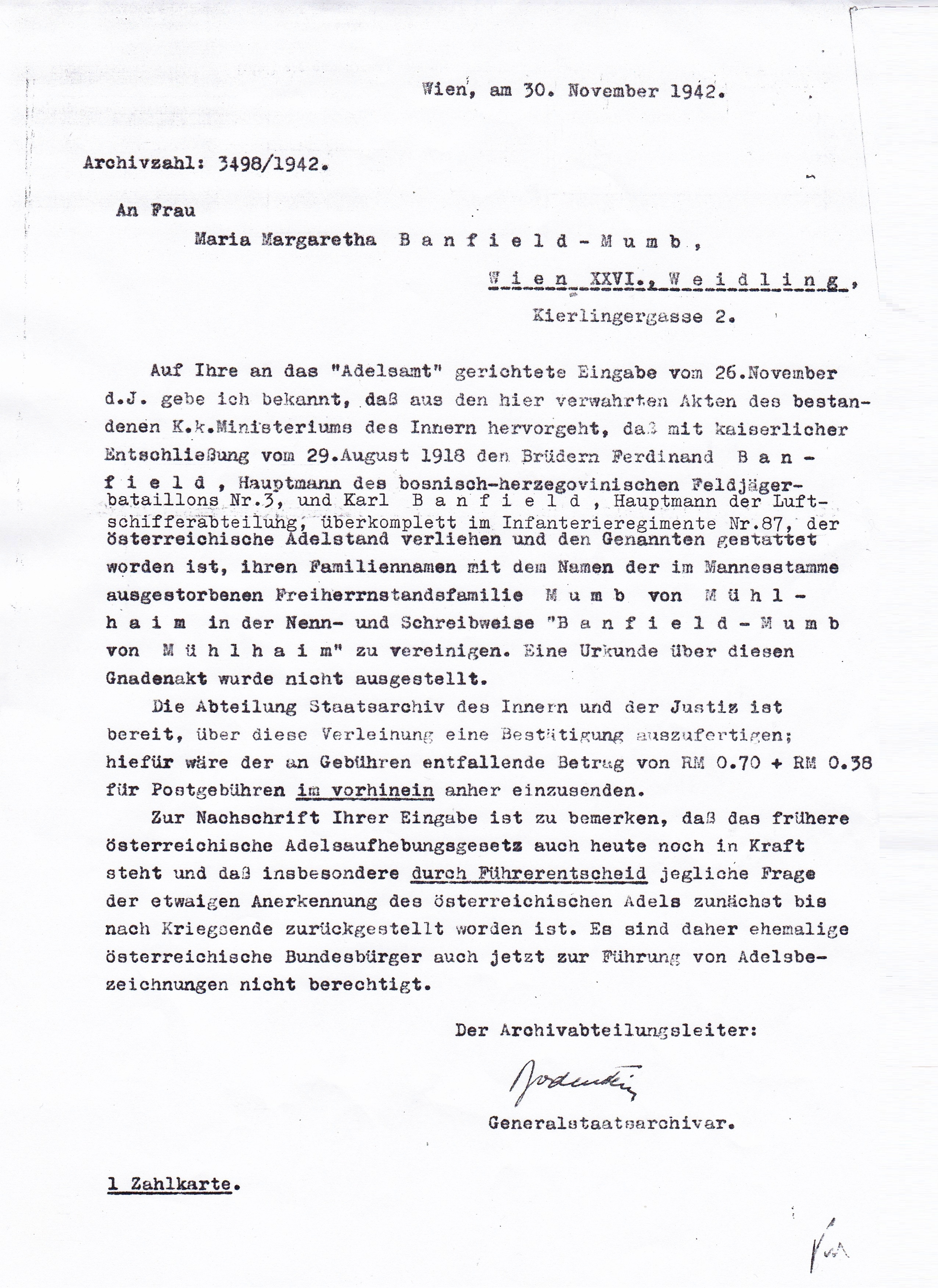
Schriftstück von November 1942 des Archivabteilungsleiters des Reichsarchiv Wien, Abteilung: Staatsarchiv des Innern und der Justiz. Hierin insbesondere der letzte Absatz:
… ist zu bemerken, daß das frühere österreichische Adelsaufhebungsgesetz auch heute noch in Kraft steht und daß insbesondere durch Führerentscheid jegliche Frage der etwaigen Anerkennung des österreichischen Adels zunächst bis nach Kriegsende zurückgestellt ist. Es sind daher ehemalige österreichische Bundesbürger auch jetzt zur Führung von Adelsbezeichnungen nicht berechtigt.

### Der österreichische Adel in der Ersten Republik
Mit dem Ende der Monarchie zog sich der ehemalige Adel zunächst weitgehend aus dem politischen Leben zurück. Die Christlichsoziale Partei war bäuerlich bzw. kleinbürgerlich geprägt und hielt deutlichen Abstand zu den Eliten des alten Reichs, während der bäuerliche Landbund und die bürgerliche Großdeutsche Volkspartei aufgrund ihrer antiklerikalen Haltung für Altadelige wenig attraktiv waren. In den ersten Nachkriegsjahren wurden von Christlichsozialen und Sozialdemokraten gemeinsam Maßnahmen wie das Adelsaufhebungsgesetz, das Wiederbesiedlungsgesetz und das Volkspflegestättengesetz beschlossen, die sowohl eine symbolische als auch eine praktisch-wirtschaftliche Schwächung der früheren Führungsschicht mit sich bringen sollten. Andererseits wurde der Adel von der demokratischen Regierung aufgrund seines passiven Verhaltens beim Umsturz 1918 nicht als gefährlich eingeschätzt und daher insgesamt nur wenig behelligt. So lösten diese Jahre in Summe bei den begüterten Familien des Hochadels „zwar eine Identitätskrise, aber keine Existenzkrise aus“, der mit dem Rückzug ins Privatleben begegnet wurde, eine „echte Neuorientierung“ fand allerdings nicht statt.
Im öffentlichen Dienst der Ersten Republik war vor allem der niedere Adel aus Beamten- und Offiziersfamilien der „zweiten Gesellschaft“ stark vertreten: Im Jahr 1920 waren 40 % aller Sektionschefs in den Ministerien aus ehemals adeligen Häusern, noch im Jahr 1938 traf dies auf 20 % aller Sektionsleiter zu.
Politisch traten Angehörige der früheren Aristokratie ab 1927 verstärkt in der Heimwehrbewegung auf, die sich vor allem in Ober- und Niederösterreich sowie in Kärnten und der Steiermark auf adelige Großgrundbesitzer und deren lokal nach wie vor erheblichen Einfluss stützte und zudem zahlreiche frühere adelige Offiziere der k.u.k. Armee in ihren Reihen hatte. Prominente Heimwehrführer waren etwa Ernst Rüdiger Starhemberg, Odo Neustädter-Stürmer und Egon Berger-Waldenegg.
Der Ständestaat vertrat besonders ab 1934 unter Bundeskanzler Kurt (v.) Schuschnigg eine politische Linie, die dem Legitimismus positiv gegenüberstand und – auch durch die stärkere Betonung der Land- und Forstwirtschaft im „berufsständischen“ Gefüge und die Rolle der Heimwehren – von zahlreichen Aristokraten in führenden Positionen unterstützt wurde. Rudolf Hoyos-Sprinzenstein war als Vorsitzender des Staatsrates und Präsident des Bundestags formell zweithöchster Repräsentant des Staates. Gegenüber einer möglichen Wiedererrichtung der Monarchie verhielt sich Schuschnigg insofern ablehnend, als er dies für außenpolitisch nicht machbar hielt. Insgesamt waren die Jahre 1934 bis 1938 von einer „partiellen Neoaristokratisierung“ der österreichischen Politik gekennzeichnet, die mit dem „Anschluss“ abrupt ein Ende fand.

### Österreichs ehemaliger Adel und der Nationalsozialismus
Obwohl in der alten Monarchie auch alldeutsche bzw. deutschnationale Bestrebungen von Adeligen mitgetragen wurden (siehe Georg Schönerer, Taras Borodajkewycz oder Edmund Glaise-Horstenau), hielt sich die allgemeine Begeisterung des ehemaligen österreichischen Adels für den Nationalsozialismus in Grenzen. Grund dafür war die katholische und monarchistische Einstellung des Großteils des österreichischen Adels. Eine gewisse Rolle spielten dabei auch die anti-preußischen Ressentiments des österreichischen Adels gegenüber dem Deutschen Reich, unter anderem Gruppen wie die Österreichische Aktion.
Ein entscheidender Faktor jedoch war die politische Haltung des österreichischen Thronprätendenten Otto von Habsburg, der im Gegensatz zum deutschen Kronprinzen Wilhelm von Preußen oder dessen Bruder SA-Obergruppenführer August Wilhelm von Preußen den Nationalsozialismus von vornherein ablehnte. Dies lag auch an der tiefen Abneigung Hitlers gegenüber dem Vielvölkerreich der Habsburger, das diametral zu all seinen Vorstellungen war. Folglich lehnten auch die legitimistische Vereinigung katholischer Edelleute in Österreich (1938 von den Nazis verboten) und der Großteil ihrer Mitglieder – im Gegenteil zur sogar rassistisch ausgerichteten Deutschen Adelsgenossenschaft – den Nationalsozialismus ab.
Zudem unterstützten viele Angehörige des österreichischen Adels den Ständestaat, der die nationalsozialistische Partei verboten hatte, aktiv als Offiziere oder Beamte. Als Folge wurde eine Reihe von österreichischen Adeligen nach dem „Anschluss“ verhaftet und ermordet. Viele österreichische Adelige waren im aktiven Widerstand gegen den Nationalsozialismus, wie Hans Karl Zeßner-Spitzenberg, Hanns Georg Heintschel-Heinegg, Erwin Lahousen-Vivremont, Joseph Franckenstein, Josef Trauttmansdorff-Weinsberg und seine Frau, Hans Hammerstein-Equord, Peter Revertera-Salandra sowie Maximilian Hohenberg und Ernst Hohenberg.
Andererseits gab es nicht wenige Adelige, die dem Deutschen Reich sehr verbunden waren, wie Max Egon II. zu Fürstenberg, der die meiste Zeit in Deutschland lebte. Fürstenberg trat Mitte 1933 der NSDAP und der SA bei und wurde 1938 zum SA-Standartenführer ernannt. Einige von ihnen versuchten bereits vor dem „Anschluss“ der NSDAP beizutreten: „Österreichische Adelige und Industrielle schafften es 1938 trotz Aufnahmesperre, der NSDAP beizutreten – indem sie sich eine Vergangenheit als illegale SA-Männer bescheinigen ließen, in einer SA-Brigade, die fast nur auf dem Papier existierte.“  Unter den österreichischen Adeligen gab es auch begeisterte Nationalsozialisten: „Katholisch motivierter Antisemitismus traf sich mit wiederbelebten Herrschaftsphantasien und der Attraktivität neuer ideologischer Versatzstücke.“ Schon im austrofaschistischen Ständestaat hatte sich der nationale Flügel unter Johann Hardegg und Johann Gudenus vom regierungsfreundlichen Kurs der meisten anderen Standesgenossen distanziert.

### Der ehemalige Adel in Böhmen und Mähren
Der Böhmische Adel wurde von der Tschechoslowakischen Republik bereits durch das Adelsgesetz vom 10. Dezember 1918 aufgehoben. Ferner wurde eine (in Österreich nicht vorgenommene) Bodenreform durchgeführt, die zur Enteignung von einem knappen Drittel des Großgrundbesitzes gegen eine Entschädigung von etwa 10 % des Verkehrswertes führte. Im Protektorat unter deutscher Besatzung wurden einzelne oppositionelle Adlige wie die Fürsten Max Lobkowicz und Adolph Schwarzenberg enteignet. Diese erhielten in der Dritten Tschechoslowakischen Republik zwischen 1945 und 1948 ihre Besitzungen zurückerstattet, während einige sudetendeutsche Adelsfamilien bereits aus dem Land flohen und durch die Beneš-Dekrete enteignet wurden. Die meisten alten Familien Böhmens konnten ihren Besitz unter immer prekäreren Umständen aber noch halten, während in den sowjetisch besetzten Teilen Österreichs die Großgrundbesitze faktisch konfisziert wurden. Ab 1948 wurde der böhmische Adel in der kommunistischen Tschechoslowakischen Republik (1948–1960) jedoch enteignet und verfolgt.
Nach der Samtenen Revolution 1989 wurde in der nunmehrigen Tschechischen und Slowakischen Föderativen Republik 1991 ein Restitutionsgesetz verabschiedet, aufgrund dessen etliche ehemals adelige Familien im neu gegründeten Staat Tschechien ab 1992 ihre entzogenen Schlösser und in Teilen auch Grundbesitze zurückerhielten, sofern sie in der Zwischenkriegszeit die tschechoslowakische Staatsangehörigkeit besessen hatten, z. B. die ehemals fürstlichen Familien Schwarzenberg, Lobkowitz, Mensdorff-Pouilly und Kinsky sowie Angehörige der gräflichen Familien Czernin, Colloredo, Dobrženský, Kolowrat, Podstatzky-Prusinowitz, Schlik, Sternberg und anderer. Einige Vertreter des ehemaligen Hochadels gingen in die Politik; so war Karel (Fürst) Schwarzenberg zwischen 2007 und 2013 Außenminister Tschechiens und Michal (Prinz) Lobkowicz 1998 kurzzeitig Verteidigungsminister. In der Slowakei erfolgte eine Beschränkung der Restitution auf Enteignungen ab dem 25. Februar 1948, was insbesondere die ungarische Bevölkerungsminderheit betraf und infolge aufweichender Gerichtsentscheidungen dann teilweise zur Rechtsunsicherheit führte.
Den Söhnen des 1914 ermordeten Erzherzog-Thronfolgers Franz Ferdinand, die den Titel Herzöge bzw. Fürsten von Hohenberg erhalten hatten, wurden ihre Schlösser Konopischt und Chlumetz in der Tschechoslowakei bereits nach 1918 entzogen und bis dato nicht zurückgestellt. Das regierende Fürstenhaus Liechtenstein hat seinen 1945 entzogenen Besitz in Tschechien ebenfalls nicht zurückerhalten. Die Liechtensteiner unterlagen als Bürger eines souveränen Staates 1938 / 1939 nicht der Verpflichtung, sich für Deutschtum oder Tschechentum zu entscheiden; sie wurden aber von Edvard Beneš 1945 den zu enteignenden Deutschen zugerechnet.

### Der ehemalige Adel in Ungarn, Kroatien, Slawonien, Dalmatien und Südtirol
Der Ungarische Adel war mit dem österreichischen und böhmischen zwar lange Zeit unter dem Dach der Donaumonarchie vereint und außerdem durch zahlreiche Eheschließungen verwandt, betrachtete sich aber immer als Führungselite einer eigenständigen Nation. Beim Zerfall des Habsburgerreiches wurde „Großungarn“ durch den Vertrag von Trianon 1920 aufgeteilt, das Königreich Ungarn (1920–1946) blieb ein Rumpfstaat ohne König, weite Teile Oberungarns kamen an die Erste Tschechoslowakische Republik (und heute die Slowakei), Siebenbürgen an das bis 1947 existierende Königreich Rumänien und das Burgenland an Österreich. In der Zweiten Ungarischen Republik ab 1946 geriet der landsässige Adel unter Druck, in der kommunistischen Volksrepublik Ungarn ab 1949 wurde er enteignet und teilweise verfolgt; manche Adligen emigrierten, andere blieben im Land; ähnlich 1947 in der Volksrepublik Rumänien.
Der Kroatische Adel wurde lange Zeit dem ungarischen zugerechnet, da sich Kroatien seit 1102 im Staatsverband mit Ungarn befand. Ab 1745 wurde innerhalb der Habsburgermonarchie unter der ungarischen Krone Kroatien gemeinsam mit dem Königreich Slawonien zum autonomen Königreich Kroatien und Slawonien zusammengefasst. Entsprechendes gilt für den Adel im Königreich Dalmatien und in der Markgrafschaft Istrien. Diese Regionen kamen mit der 1918/19 erfolgten Sezession 1920 an das Königreich Jugoslawien. 1945 erfolgte in der Sozialistischen Föderativen Republik Jugoslawien ebenfalls die Enteignung des Großgrundbesitzes. 
Im Königreich Galizien und Lodomerien, den von den Habsburgern Ende des 18. Jahrhunderts annektierten Teilen Polens, blieb weitenteils der alte polnische Adel (Szlachta) auf seinen Gütern ansässig, einzelne gelangten aber durch Heirat und Erbgänge an Familien aus der übrigen Donaumonarchie.
Der Südtiroler Adel, seit der Annexion von 1920 in den Adel des Königreichs Italien (den Italienischen Adel) integriert, verlor mit dessen Ende 1946 ebenfalls seine Standesposition und seine Titel, nicht aber seinen Besitz (siehe: Liste der Burgen, Schlösser und Ansitze in Südtirol); anders als in Österreich wird die Titelführung in Italien jedoch bis heute toleriert.

### Heutige Situation
Die ehemaligen Adelsfamilien in den alten Stammlanden der Habsburger auf dem Gebiet der heutigen Republik Österreich konnten ihre Position als Grundbesitzer auch nach dem Zweiten Weltkrieg weitgehend behaupten, da die nach 1945 in der sowjetischen Besatzungszone eingezogenen Güter nach dem Staatsvertrag 1955 zurückerstattet wurden. Viele der Schlösser in Österreich sind noch in der Hand alter Familien, die sich um ihre Erhaltung bemühen. 400 von 1700 Burgen und Schlössern werden heute vom früheren Adel bewohnt und bewirtschaftet, knapp die Hälfte des privaten Anteils an Österreichs Wäldern befindet sich im Besitz ehemaliger Adelsfamilien. Der Familienfideikommiss der Familie Habsburg-Lothringen wurde 1919 (siehe Habsburgergesetz) als einziger in österreichischen Staatsbesitz übergeführt, von Bundeskanzler Kurt Schuschnigg 1935 teilweise rückerstattet und vom NS-Regime nach dem Anschluss Österreichs 1938 neuerlich enteignet. Er befindet sich seit 1945 wieder in österreichischem Staatsbesitz.
Seit 2005 gibt es die Vereinigung der Edelleute in Österreich; sie betrachtet sich als Nachfolger der kurz vor dem Ersten Weltkrieg gegründeten, aber erst seit 1922 wirklich aktiven und von den Nationalsozialisten 1938 verbotenen Vereinigung katholischer Edelleute in Österreich.  Nachdem vom österreichischen Innenministerium im Februar 2006 zunächst die Auflösung des Vereins betrieben worden war, wurde im November 2006 beschlossen, das Auflösungsverfahren einzustellen. Die Mitglieder des Vereins seien zwar nach dem Adelsaufhebungsgesetz in Österreich nicht zur Führung eines Adelstitels berechtigt, würden aber weiterhin dem historischen Adel angehören. Davon unbenommen ist freilich das Führen der Adelstitel außerhalb Österreichs, wo die Titel teilweise anerkannt werden (so führt etwa der Österreicher Lorenz Habsburg-Lothringen zugleich als Belgier – und Schwager des Königs – den Titel Archiduc d'Autriche d'Este = Erzherzog von Österreich-Este, mit der Anrede Altesse Impériale et Royale = Kaiserliche und Königliche Hoheit).
Der frühere Adel lebt heute in Österreich als gesellschaftliche Gruppierung, die aus den betreffenden Familien besteht und als historisches und soziales Phänomen auch von der Öffentlichkeit wahrgenommen wird, jedoch als politisch privilegierter Stand nicht mehr existiert. Gepflegt wird noch das sogenannte Schönbrunner Deutsch, ein Soziolekt aus dem Kaiserreich. Auch der seit dem 18. Jahrhundert untereinander übliche Gebrauch von «petits noms», Kosenamen – oft Babynamen – ist bis heute ein Distinktionsmerkmal für Insider. Witze über die Grafen „Bobby und Rudi“ sind inzwischen selten geworden. Nach wie vor präsent sind Vertreter des ehemaligen Adels jedoch in der Regenbogenpresse.
Angehörige ehemaliger Adelsfamilien sind zudem relativ häufig in der Wirtschaftselite zu finden. Eine Studie (2009) zeigte, dass solche Personen in Österreich sechsmal wahrscheinlicher innerhalb der heimischen Wirtschaftselite zu finden sind als außerhalb.
Einige Angehörige ehemaliger Adelsfamilien gelangten auch nach 1918 in die österreichische Regierung und an deren Spitze, darunter die Bundeskanzler Ernst Streeruwitz (1929), Kurt Schuschnigg (1934–38) und Alexander Schallenberg (2021), sowie die Vizekanzler Ernst Rüdiger Starhemberg (1934–36) und Eduard Baar-Baarenfels (1936).
Die Nachfahren des österreichischen Adels scheinen sich in ambivalenter Weise an den Status quo gewöhnt zu haben, ohne ihn wirklich zu akzeptieren – und in gewisser Weise auch der Rest der Bevölkerung. So antwortet ein (ehemaliger) Graf in einem Interview auf die Frage nach seiner adligen Herkunft:
„Man weiß es, thematisiert es aber nicht und springt nicht jedem damit ins Gesicht. Trotzdem finde ich es anmaßend, dass man 1919 einen ganzen Stand verboten hat...“ Und: „Was habe ich davon, (den Titel) zu führen? Untereinander wissen wir’s. Und wenn wer was will, dann kennt er den Titel plötzlich auch.“
Jedenfalls beschäftigt das Thema noch. So urteilt etwa der Feuilletonist Jens Jessen in einer essayistischen Betrachtung anlässlich der 100-jährigen „Abschaffung“ des Adels im Jahr 2018 über dessen Fortleben:
„Die radikale Titelrasur hat die Adelsbegeisterung, die in der k.u.k. Monarchie schon beachtliche Knospen trieb, heute erst recht zur pathologischen Blüte gebracht.“